# Социологија здравља и болести
Социологија здравља и болести испитује међусобна деловања друштва и здравља. Предмет проучавања ове социолошке дисциплине је утицај социјалног живота на стопу морбидитета и морталитета и обрнуто.. Ова област социологије се разликује од медицинске социологије по томе што она разматра здравље и болест повезано са социолошким институцијама као што су породица, посао, школа... Истовремено, она проучава социолошку патологију (узроци обољења), разлоге за тражење одеђене врсте медицинске помоћи и одобравање или неодбравање медицинског режима.
Здравље и недостатак здравља су некада били приписивани само биолошким односно природним условима. Социолози су онда демонстрирали да је ширење једне болести повезано са социјално-економским статусом индивидуе, етичким традицијама или убеђењима, као и другим културолошким факторима. Тамо где медицинска истраживања скупљају податке о болестима, социолошка перспектива пружа увид о екстерним факторима који су утицали на оболеле да се разболе.
Ова тема захтева глобални приступ анализи, јер утицај социјалних фактора варира у различитим деловима света, што се показује највећим и најопаснијим болестима сваког континента. Ове болести су социолошки испитане и упоређене на основу традиционалне медицине, економије, религије и културе, које су специфичне за одређени регион. Вирус ХИВ-а је обољење које погађа цео свет, а које је у неким деловима екстремно проблематично, док у другим оболева мали део популације. Социолошки фактори могу да помогну у објашњавању овог непоклапања.
Постоје очигледне разлике у схватању појма здравља или болести у друштвима кроз време, као и у различитим типовима друштва. Са историјске тачке гледишта, број умрлих се временом смањивао у индустријским земљама и очекивани животни век нагло је растао у развијеним друштвима. Обрасци по којима су текле глобалне промене у здрављу створили су огромну потребу за истраживање и схватање управо кроз социологију здравља и болести. Тренутне промене у економији, медицинској терапији, технологији па чак и осигурању могу утицати на начин на који индивидуа види и одговара на доступну медицинску негу.

## Историјска позадина
Људи су одувек тражили савете од оних који су подедовали знање и вештину исцељивања. Палеопатологија испитује на основу историјских записа како су се древна друштва носила са болешћу и епидемијама. Владари су у Старом Египту плаћали лекаре специјалисте у разним областима. Имхотеп је био први доктор познат по имену. Живео је око 2650. г. пре н.е. и био је саветник краљу Зосеру у време када је египатска медицина достигла значајан напредак. Међу његовим доприносима медицини истиче се уџбеник о лечењу рана, сломљених костију па чак и тумора.
Заустављање ширења болести је било од највећег значаја за одржавање здравог друштва. Епидемија избила за време Пелопонеског рата била је забележена од стране Тукидида. Његовим исказима је показано како фактори који нису повезани са болешћу могу имати утицај на друштво. Атињани су били под опсадом и сконцентрисани у граду. Ово је учинило епидемију још смртоноснијом, а када је понестало хране, крах Атине био је неизбежан. Болест је напала људе различите старости, пола, националности и 25% популације је умрло.
Антички медицински системи наглашавали су значај гатања и ритуала у смањивању болести. Широко распрострањени су такође били и планови исхране као и здрав начин живота. За време владавине династије Џоу у Кини, доктори су предлагали вежбање, медитацију и умереност у храни и пићу да би се очувало здравље. Кинези су уско повезивали здравље са стањем духовнод бића. Здравствени режими у Индији је истицао орално здравље као најбољи метод за здрав живот. Талмудски код је креирао правила здравог живота која укључују ритуалско чишћење, повезивање болести са одређеним животињама и правилну исхрану.
У античком елитна класа била је највише одговорна по питању здравља, канализације и болести. Добро здравље било је начин да се сачувају од духовног прљања и стога је унапређивало друштвени статус владајуће класе, која је себе видела као врхунац цивилизације. Током каснијег Римског периода, здравље и хигијена ниже класе били су брига доконе класе, која је новац донирала добровољним удружењима, која су се старала о обичним грађанима. Након пада Римског царства, лекари и они који су одржавали јавно здравље скоро су потпуно, да би се нешто касније појавили у Византијском царству. Тежња да се заустави ширење многих болести, довела је до смањења стопе смртности у цело западном свету, на шта је значајно утицала и квалитетнија исхрана као и исправна и чиста вода.
Чињеница да је здравље брига целе државе датира од Средњег века. Неколико служби радило је на одржавању чистоће града, спровођењу карантина при епидемијама, као и надгледању канализационих система. Приватна удружења такође су имала улогу у одржавању јавног здравља. Епидемије су биле разлог за већину интервенција владе. Циљ јавног здравља био је у почетку да се изборе са епидемијама, а касније да се потпуно спречи њихов настанак. Без обзира на то што се здравље у свету генерално побољшало, и даље постоји велика разлика између богатих и сиромашних. Данашње друштво углавном тврди да су здравствени проблеми индивидуално, а не друштвено питање.
 Ово је био преовлађујући поглед у касном 20. веку. Осамдесетих година Црни извештај, објављен у Великој Британији, који се побунио против овог погледа и нагласио да је корен проблема материјална ситуација. Овај извештај је предложио свеобухватну стратегију против сиромаштва да би се ова питања решила. Како је дата стратегија била супротна погледима Конзервативне партије која је тада била на власти, није се одмах спровела у дело. Конзервативна партија је била искритикована од стране Радничке партије због одбацивања предлога Црног извештаја. То је омогућило излагање Црног извештаја јавности и његови аргументи су сматрани валидним објашњењм за неједнакост здравља. Покренута је дебата да ли сиромаштво изазива болест или болест изазива сиромаштво. Ускоро се умешала и Национална служба за здравље, које је поджала аргументе о сиромаштву и недовољном приступу здравственој нези. Такође су истакли да наследност има више утицаја на здравље него социјална околина, али и да је истраживање показало да заиста постоји корелација између социјално-економских неједнакости и болести..

## Методологија
Социологија здравља и болести се базира на тражењу шаблона. Научници могу да посматрају различите болести кроз социолошки оквир. Претежност једне болести као и одговор на њу варира од друштва до друштва. Када се мери заступљеност једне болести, корисно је погледати статистике и анкете. Званичне статистике показују број људи који се лечио, што значи да су они желели и били у могућности да користе здравствене услуге. Са друге стране анкете пружају увид у то како људи рангирају своје здравље.
У већини земаља углавном се воде статистике морталитета, док су статистике мордибитета занемарене, јер када особа умре, нагласак се ставља на узрок смрти, а не на болести од којих је боловала током живота. Ово узрокује велика ограничења у тражењу шаблону болести, али социолози се труде да анализирају различита документа да би боље анализирали заступљеност једне болести. Такође, социологија здравља и болести тражи колерације између стопе морталитета и старости, пола, окружења индивидуе и сличних социјалних фактора. Тако је доказано да људи живе дуже у развијеним друштвима, да врло млади и врло стари људи најподложнији болести и смрти, да жене живе дуже од мушкараца иако се у току живота разбољевају више од њих...
| +80 +77,5 +75 +72,5 +70 +67,5 +65 | +60 +55 +50 +45 +40 - 40 |

Раскорак у здрављу се проналази и између људи у различитим социјалним класама и различитог социјалног порекла и у оквиру истог друштва, чак иаоко оно генерално ставља нагласак на мање конзумирање алкохола, мање пушења, више вежбе и правилнију исхрану. Огроман број докумената доказује да ови фактори значајно утичу на здравље. Социолози се такође слажу о том питању, али истовремено виде значај и у анализирању културолошких фактора који утичу на формирање шаблона. Истичу и индустријскозагађење, загађење животне средине, услове на радном месту као и стрес као значајне факторе.
Социјални фактори имају значајну улогу и у даљем развијању болести. Студије епидемиологије показују, на пример, да су жеља за аутономијом и контролом, витални фактори у пореклу болести срца. Смањење пословних прилика и велике промене на радном месту доводе до низа здравствених проблема. Многе студије су показале да висина пензију може узроковати раскорак у стопи смртности између пензионисаних мушкараца и жена различитог социјално-економског статуса. Ове и многе сличне студије су показале да постоји низ социолошких фактора који утичу на здравље.

## Интернационална перспектива

### Африка
ХИВ/сида је водећа болест која погађа становништво Африке. Вирус хумане имунодефицијенције изазива сиду, односно синдром стечене имунидефицијенције, стање у коме имунски систем почиње да отказује, што води до смртоносне инфекције. Две трећине становништва оболелог од сиде је сконцентрисано у Субсахарској Африци. Од када је епидемија почела, умрло је више од 5.000.000 Африканаца.
Људи који припадају религијским групама и они који често и активно учествују у религијским обредима, имају највећу вероватноћу да се разболе од ХИВ-а. Постоје веровања да се заражен човек може излечити сексуалним односом са девицом.
Због материјалног стања за лечење ХИВа се углавном користи третман лековитим биљем. Не зна се какав ефекат ово има по оболеле нити од чега се састоји, што је велика мана у борби против ХИВ-а.
Економски ХИВ такође има негативне утицаје. Радна снага полако нестаје због све већег броја оболелих и умрлих. Влада због тога са једне стране има све мање приходе, а са друге, сва расположива средства мора да троши на збрињавање заражених ХИВ-ом.
Велики социјални проблем у Африци који настаје као последица ХИВ-а је тзв. "епидемија сирочића", која је проблем у целој Африци. У већини случајева оба родитеља су заражена. Због тога децу обично подижу бабе и деде или у екстремним случајевима, деца васпитавају и подижу сама себе. Да би збринули заражене родитеље, деца морају да предузму многе обавезе, па чак и да раде за минималне приходе. Не само да губе родитеље, ова деца губе и детињство. Због многих обавеза деца напуштају школу чиме се повећава ризик за тинејџерску трудноћу и могућност заразе ХИВ-ом. Најефикаснији начин за смањивање броја сирочића је да се спречи преношење ХИВ-а са мајке на дете по рођењу и едукација деце о болести када одрасту.
Епидемија ХИВ-а смањује очекивани животни век у Африци за око 20 година. Највећи број људи умире између 20 и 49 године.

### Азија
Земље Азије имају невероватне контрасте који се огледају у различитим нацијама, богатству и сиромаштву, технологији и здравственој нези, што узрокује различитости између здравља и болести у различитим земљама. Јапан нпр. има трећи најдужи животни век - 82. године, док Авганистан има јенан од најкраћих- само 44. године. Главни здравствени проблеми у Азији су порођај и здравље трудница, ХИВ и сида, менталне болести као и све старија популација. На ове проблеме утичу многи соцолошки фактори као што су религија и веровање, несавремени начини лечења као и економски статус ставовништва Азија.
Као и остатку света, Азији прети могућа пандемија ХИВ-а и сиде. Вијетнам је добар пример у коме друштво све више пооштрава опрезност и информисаност о овој болести. Вијетнам је земља са феудалним и традиционалним коренима, која све више подлеже глобализацији, која је допринела угрожавању устаљених вресности, али и ширењу сиде. Наиме под утицајем Кине, Вијетнам је постао Конфучијанско друштво, у коме жене имају мањи значај од мушкараца. Они не морају бити сексуално одговорни, док жене, махом необразоване и несвесне ризика, не предузимају никакве мере, те доприносе ширењу сиде, али и других сексуално преносивих болести.
Конфучијанство је имало јак утицај на веровање у Азији вековима, посебно у Кини, Јапану и Кореји, па утиче и на то да ли ће људи упражњавати редовну медицински негу или не. Он је такође одговоран за формирање негативних ставова према особама са инвалидитетом. Према Конфучијанству, особа ће остати здрава, ако живи правилно и штити се од болести, што значи да хендикепирана особа није живела како реба и није поштовала здравље. Збога тога заштита инвалида уопште не постоји, као ни начин да му се окружење учини доступнијим и прилагодљицијим.
Многи традиционални начини лечења укључују шаманизам и биљне лекове, од којих се многи дају илегално. Дуго је у развијеним земљама једина доступна терапија била само традиционална медицина и спиритуално лечење. Сада владе морају бити обазриве и тежити да креирају здравствене полисе које држе равнотежу између савременог и традиционалног. . Тако Индија тежи да тестира традиционалне лекове и учини их доступнијим што већем броју људи и да тако традицију приближи модернизацији, узимајући у обзир економску позицију и културу својих грађана.
У многим Азијским земљама порођај се и даље третира традиционалним уверењима и ставовима у зависности од друштва. У Пакистану одлуке о трудноћи и пренаталној нези доноси свекрва. Мајка и отац детета ће, у зависности од образовања, класе и финансијске ситуације, одлучити да ли ће се порођај одиграти у болници, што се углавном избегава, или уз помоћ традиционалних бабица и исцељитеља. Азија се зато труди да традиционални метод замени западњачким, како би се побољшало здравље мајке и бебе, као и повећао број живорођене деце.

### Аустралија
На шаблоне здравља у Аустралији, која укључије и Пацифичка острва, много је утицала европска колонизација. Док домородачка медиицинска веровања нису претерано релевантна, традиционалне идеје лечења, и даље имају утицаја на многим острвима.. Нагла урбанизација Аустралије довела је до епидемије тифусне грознице и куге. Стога је питање јавног здравља подигнуто на професионалнији ниво још крајем 19. века, да би се контролисале ове, али и друге болести. Од тада се здравствени систем не разликује много од западњачких земаља и главни културолошки фактори који погађају здравствену негу су политичке идеологије партија и контролисање од стране владе.
Исхрана је такође постала јако измењена урбанизацијом. Након ње дошло је до значајног повећања протеина и масти, па су становници богатијих области оболевали од изузетно великог степена гојазности, дијабетеса типа 2 и кардиоваскуларних болести. Сиромашније области су насупрот наставиле да пате од неухрањености и маларије.

### Европа
Највеће напоре да се унапреди здравље у Европи чини Светска здравствена организација. Циљ је да се побољша здравље сиромашних и народа ниже класе тако што ће се промовисати здрав животни стил кроз животну средину, економију, социологију као и да се обезбеди здравствена нега. Уопштено, здравље Европљана је најбоље у поређењу са остатком света. Очекивани животни век је 78 година у земљама ЕУ, али је у Русији 67 година, а у балканским земљама 73, тако да ипак постоји разлика у зависности од државе. Европа види повећање ХИВ-а и сиде у источним земљама због све горе материјалне ситуације. Такође су актуелне и кардиоваскуларне болести, рак и дијабетес. Светска здравствена организација тврди да је социоекономски статус има важан утицај на болести. Људи из сиромашнијих слојева, као и малди, су ризична група због коришћења дувана, алкохола и дроге. Владе се доста материјално ангажују када је у ппитању здравље, кроз контролисање здравствених установа, здравствено осигурање и социјалне програме. Скоро и да не постоји традиционална или религијска медицина. Хипертензија се доста истражује јер доводи до срчаног удара и коронарних болести срца.
Многи Европљани ће међутим, радије сами покушати да излече неку болест, него потражити стручну медицинску помоћ. Финска је анализирала свакодневне болести: грип, бактеријску упалу и укоченост мишића, при чему се фокусирала на тражење разлога за одлазак лекару. Откривено је 5 разлога, када људи затраже стручну помоћ:
1. појава психичке кризе
2. појављивање сметњи у социјалним и личним односима
3. појављивање сметњи у гласовним и физичким способностима
4. избегавање од стране других људи
5. предуго трајање симптома болести;

Ова испитивања објашњавају процес формирања медицинске културе, значај болести и здравља појединих народа, као и однос између пацијента и лекара."